# Rasa de l'Estelroig
La Rasa de l'Estelroig és un afluent per l'esquerra del Riu Negre que realitza tot el seu recorregut pel terme municipal de Clariana de Cardener, al Solsonès.

## Descripció
Neix a mig km al SO d'Hortoneda. Els primers 500 m. de seu curs els fa en direcció cap a llevant. Tot seguit gira cap al sud, direcció que mantindrà fins a desguassar al Riu Negre.

## Perfil del seu curs
| Recorregut (en m.) | Altitud (en m.) | Pendent |
| ------------------ | --------------- | ------- |
| 0                  | 722             | -       |
| 250                | 696             | 10,4%   |
| 500                | 677             | 7,6%    |
| 750                | 660             | 6,8%    |
| 1.000              | 632             | 11,2%   |
| 1.250              | 599             | 13,2%   |
| 1.500              | 590             | 3,6%    |
| 1.750              | 583             | 2,8%    |
| 2.000              | 576             | 2,8%    |
| 2.250              | 563             | 5,2%    |
| 2.554              | 428             | 11,5%   |

## Xarxa hidrogràfica
La xarxa hidrogràfica de la Rasa de l'Estelroig està integrada per un total de 18 cursos fluvials dels quals 12 són subsidiaris de 1r nivell i 5 ho són de 2n nivell. La totalitat de la xarxa suma una longitud de 7.854 m.

### Distribució per termes municipals
Tota la xarxa transcorre pel terme municipal de Clariana de Cardener